# فتوش سغمن
فتوش سغمن (بالتركية: Fatoş Seğmen)‏ هي ممثلة وعارضة أزياء مذيعة تركية ولدت في يوم 31 آيار 1982 في إزمير. تخرجت من جامعة إيجة وثم شاركت في مسابقة أفضل عارضة أزياء في باكو، مثلت في العديد من المسلسلات منها مسلسل حب أبيض وأسود.